# Rentă
Renta reprezenta plata, în bani sau în natură, pe care țăranul iobag o datora proprietarului de pământ.